# Вісенте Інглес
Вісенте Інґлес, ісп. Vicente Inglés (†30 серпня 1821) — іспанський художник, син Хосе Інґлеса.
Його твори зберігаються в каплиці Святого Причастя в церкві Сан Мартіна (Валенсія) і в Академії Сан Фернандо. Жив та помер в бідності, був академіком. Цікавий факт з життя: художник намалював святого Христофора у гігантських пропорціях на стіні площі Робейя, малюнок був стертий за наказом Академії Сан Карлоса, після доповіді його колег-академіків.

## Твори
- Портрет художника Крістобаля Валеро (Retrato del pintor Cristóbal Valero)
- Примноження хліба та риби (La multiplicación de los panes y los peces)
- Свята Тереза (Santa Teresa de Jesús)